# Col du Mollard (Chartreuse)
Pour les articles homonymes, voir Col du Mollard et Mollard.
Le col du Mollard est un col situé entre les communes d'Entremont-le-Vieux et Saint-Thibaud-de-Couz dans le massif de la Chartreuse et s'élevant à 1 320 mètres d'altitude.

## Randonnée
Le départ d'une randonnée est possible depuis le Désert d'Entremont.